# 查丁山

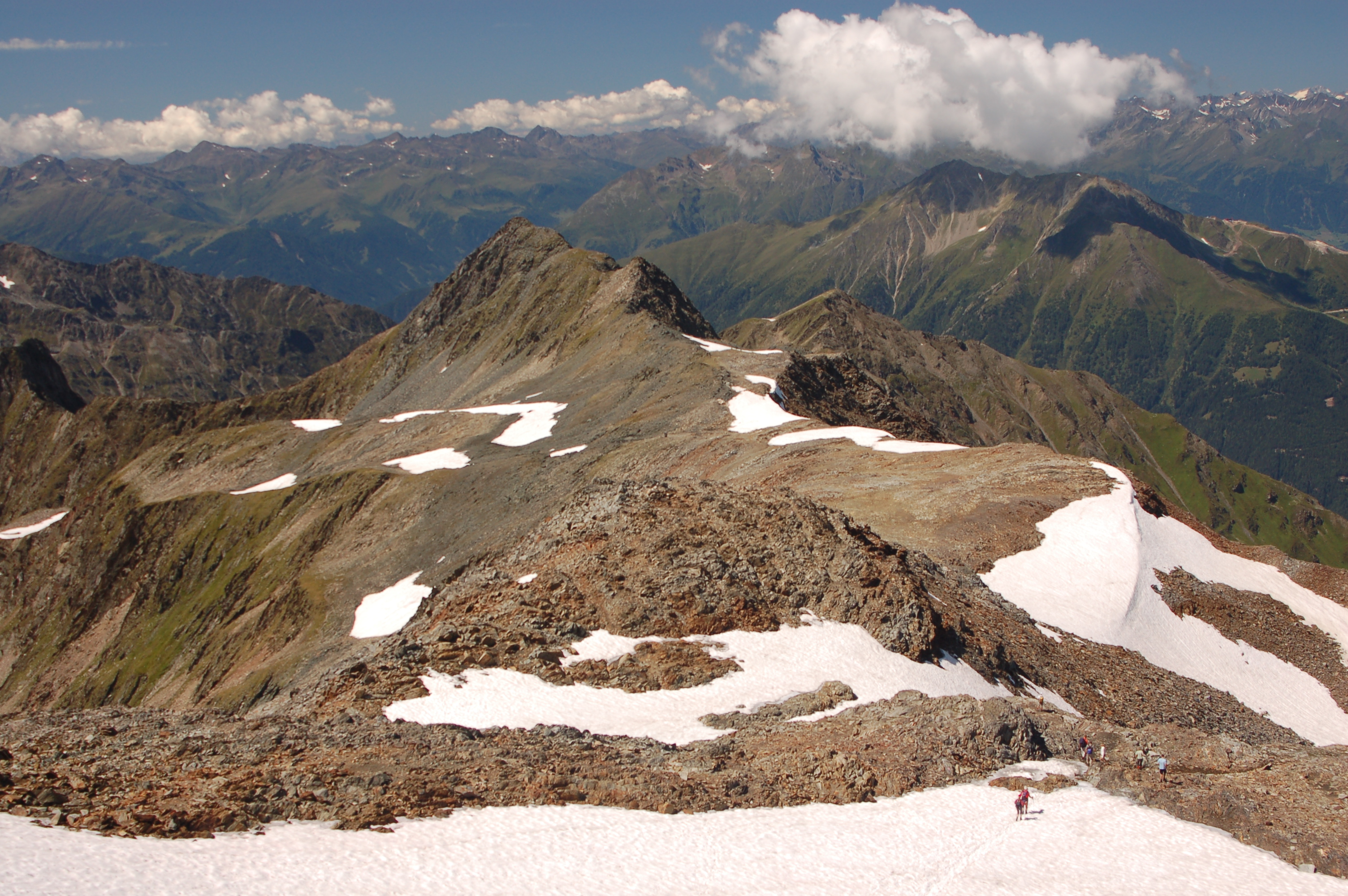

46°59′31″N 12°42′32″E / 46.992062°N 12.708761°E
查丁山（德語：Tschadinhorn），是奧地利的山峰，位於該國西部，由蒂羅爾州負責管轄，屬於舍貝爾山脈的一部分，海拔高度3,017米，每年平均降雨量2,138毫米。